# Louis-André Richard
Pour les articles homonymes, voir Richard.
Louis-André Richard est un professeur de philosophie québécois.

## Biographie
Louis-André Richard est né sur la rive sud de la région de Québec. Ses études secondaires et collégiales furent complétées au Petit Séminaire de Québec. Il a obtenu un baccalauréat, une maîtrise et un doctorat en philosophie de l’Université Laval.
Louis-André Richard est présentement professeur de philosophie au Cégep de Sainte-Foy (institution où il a déjà siégé sur le conseil d’administration) et chargé de cours à la faculté de philosophie de l'Université Laval. Il se spécialise sur la pensée d'Augustin d'Hippone. Il a d’ailleurs donné plusieurs conférences portant entre autres sur la perspective augustinienne de la foi et de la raison et de la mémoire et du temps.
Il s'est fait connaître du grand public en invitant l'acteur Gérard Depardieu à faire une lecture publique de morceaux choisis des Confessions de saint Augustin à la basilique Notre-Dame de Montréal,. Au cours de cet événement, tenu le 23 novembre 2005, Richard expliquait au public les textes que lisait Depardieu.
Il a été président de la Fondation Humanitas pour les études gréco-latines au Québec. Il a également été formateur aux congrès de l’Association pour les applications pédagogiques de l'ordinateur au postsecondaire (APOP) et de l’Association québécoise de pédagogie collégiale (AQPC), éditions 2001, 2002, 2003 et 2005 et membre du comité organisateur du colloque Une cité pour l’homme en 2004, 2005 et 2009. C’est dans le cadre de ce dernier colloque que monsieur Richard a lancé son livre, La nation sans la religion? Le défi des ancrages au Québec, un collectif dans lequel ont entre autres participé Pierre Manent, Sami Aoun, Denis Vaugeois, Louis Balthazar et Thomas De Koninck.
Louis-André Richard est également membre du comité d’éthique de la maison Michel-Sarrazin et également celui d'une entreprise œuvrant en bionique humaine. M. Richard fut également conférencier invité en Chine, à Beijing, dans le cadre du 3e congrès de l’Asian Federation of Laboratory Animal Science Association et de la rencontre annuelle de la Chinese Association for Laboratory Animal Sciences, où il prononça un discours en anglais intitulé The public representation on Ethic committees in the Canadian System.

## Publications
- Le viol de Lucrèce, Tite-Live et Augustin dans La Mandragore de Nicolas Machiavel, traduction et annotation des textes de Tite-Live et d’Augustin, collection Résurgences, 2006.
- Une Cité pour l’homme : conception du politique chez Augustin dans Carrefour, revue sciences politiques de l’Université d’Ottawa, volume XXIV, numéro 2, automne 2005.
- Augustin, Florilège commenté des Confessions, Presses de l'Université Laval, février 2007[4].
- La nation sans la religion? Le défi des ancrages au Québec, Presses de l’Université Laval, mai 2009.
- De quoi ont-ils peur?, Presses de l'Université Laval, automne 2010.
- Plaidoyer pour une mort digne. Les raisons de nos choix et les choix de soins appropriés en fin de vie, avec Michel L'Heureux, Presses de l’Université Laval, mai 2011[6],[2].
- La cité des ombres. Construire une société juste. Un débat entre Mathieu Bock-Côté et Roch Bolduc, Québec, Presses de l’Université Laval, 2015.
- Les métamorphoses de la relation politique à la mort, la recherche de pivots structurant la réflexion en médecine palliative, Thèse de doctorat, Faculté des études supérieures de l'université Laval, juillet 2016.
- Penser le politique, PUL, Québec, Hermann, France, 2017